# Décollation de Jean Baptiste
La décollation de Jean Baptiste est la mort de Jean le Baptiste par décapitation. Selon les évangiles de Marc et de Matthieu, il fut exécuté sur ordre d'Hérode Antipas, à la demande d'Hérodiade et de sa fille Salomé.
Cet épisode du Nouveau Testament est l'objet d'une abondante iconographie chrétienne.
La fête liturgique est célébrée le 29 août dans le catholicisme.

## Nouveau Testament
La mort de Jean le Baptiste est mentionnée dans les trois Évangiles synoptiques et dans l’Évangile selon Jean.
Son exécution est imputée au « roi Hérode » par l'Évangile selon Marc (6.14), et Hérode, « tétrarque » par l’Évangile selon Matthieu (14:1) et l’Évangile selon Luc (3:19).
Marc 6, 21-28 (voir aussi Matthieu 14, 1-11 et Luc 3,19-20):

« Arrive un jour propice l’anniversaire d’Hérode. Il donne un festin pour ses grands, ses officiers et les premiers de Galilée. La fille d’Hérodiade entre dans la salle, elle danse et plaît à Hérode et à ses invités. Le roi dit à la jeune fille: « Demande-moi ce que tu veux, je te le donne.» (…) Elle demande «Je veux que tu me donnes à l’instant, sur un plat, la tête de Jean-Baptiste.» (…) Vite, le roi envoie un garde, et lui commande d’apporter sa tête. Le garde va et le décapite dans la prison. Il apporte la tête sur un plat et la donne à la jeune fille ; la jeune fille la donne à sa mère. »

## Datation
La date de la mort de Jean le Baptiste n'est pas connue avec précision. Les seules sources sur son exécution par Hérode Antipas, sont les Évangiles synoptiques, et les Antiquités judaïques de Flavius Josèphe. Elle est généralement placée un peu avant la Crucifixion de Jésus, elle-même datée, d'après la chronologie que l'on peut déduire du Nouveau Testament, en 30 ou 33. 
Le personnage du Baptiste intervient de manière anecdotique au XVIIIe livre des Antiquités judaïques, concernant l'infidélité conjugale d'Hérode Antipas et le conflit qu'il entretient avec le roi nabatéen Aretas IV de Pétra : la passion du tétrarque pour la femme de son frère l'a amené à abandonner la sienne, qui se trouve être la fille du roi nabatéen. Celui-ci, déjà en litige frontalier avec Antipas, prend prétexte de cet affront pour livrer bataille à ses troupes, qu'il met en déroute.
Josèphe rapporte que le peuple a vu dans la défaite d'Antipas une punition divine consécutive à l'exécution de Jean le Baptiste, « homme de bien » incitant les peuples à « pratiquer la vertu, à être justes les uns envers les autres et pieux envers Dieu », à une date non précisée.
Le récit de Josèphe rapporte une tradition dont il a peut-être eu connaissance et qu'il intègre dans son récit du règne d'Antipas. Quoi qu'il en soit, il propose l'épisode en insistant sur le fait que la violation des lois divines conduit inévitablement au châtiment ; mais l'auteur ne mentionne pas la critique du mariage du tétrarque comme raison de l'exécution.

## Iconographie

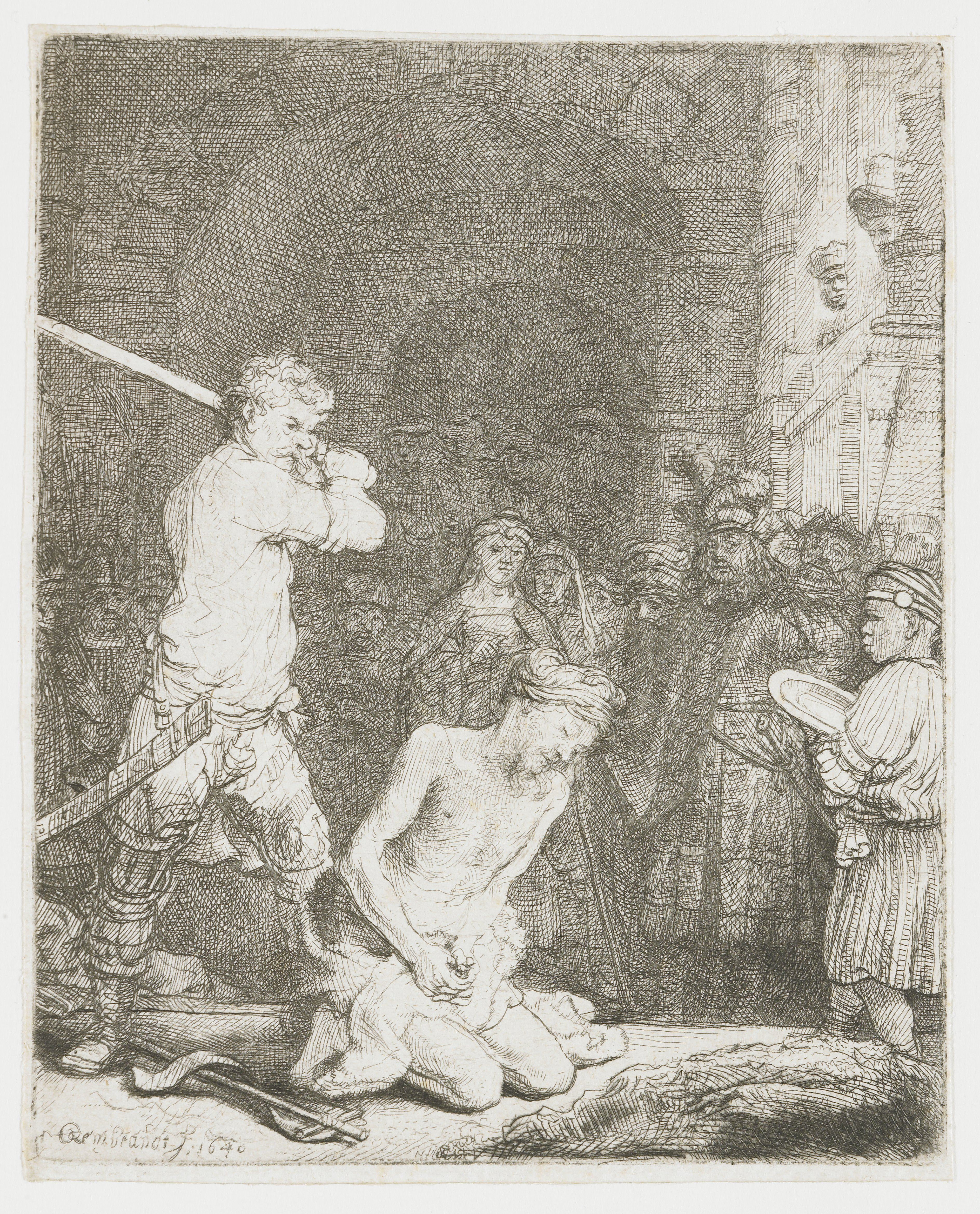
Gravure de Rembrandt (1640), Rijksmuseum Amsterdam.
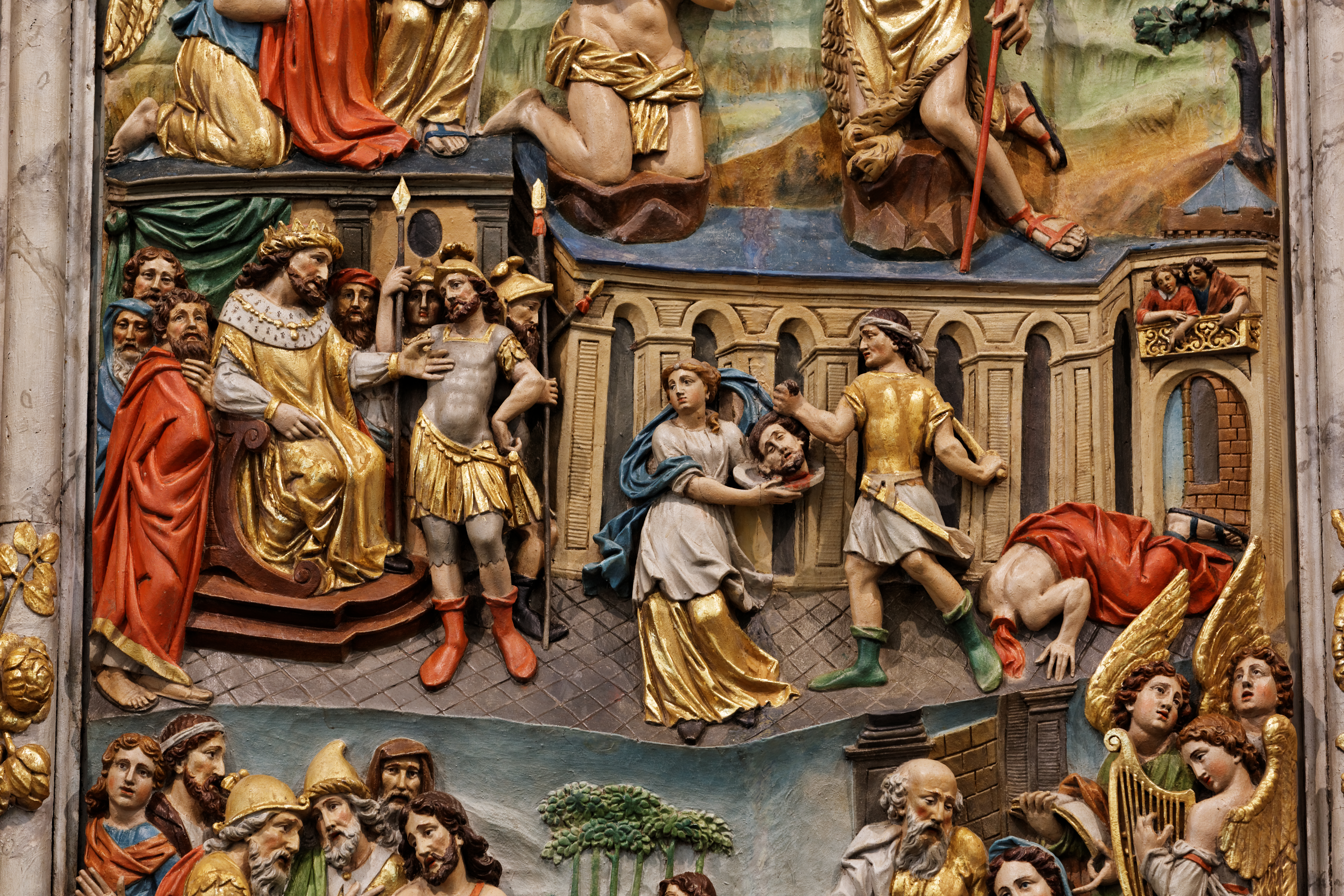
Retable de Saint Jean Baptiste de l'église Notre-Dame de Lampaul-Guimiliau dans le Finistère.
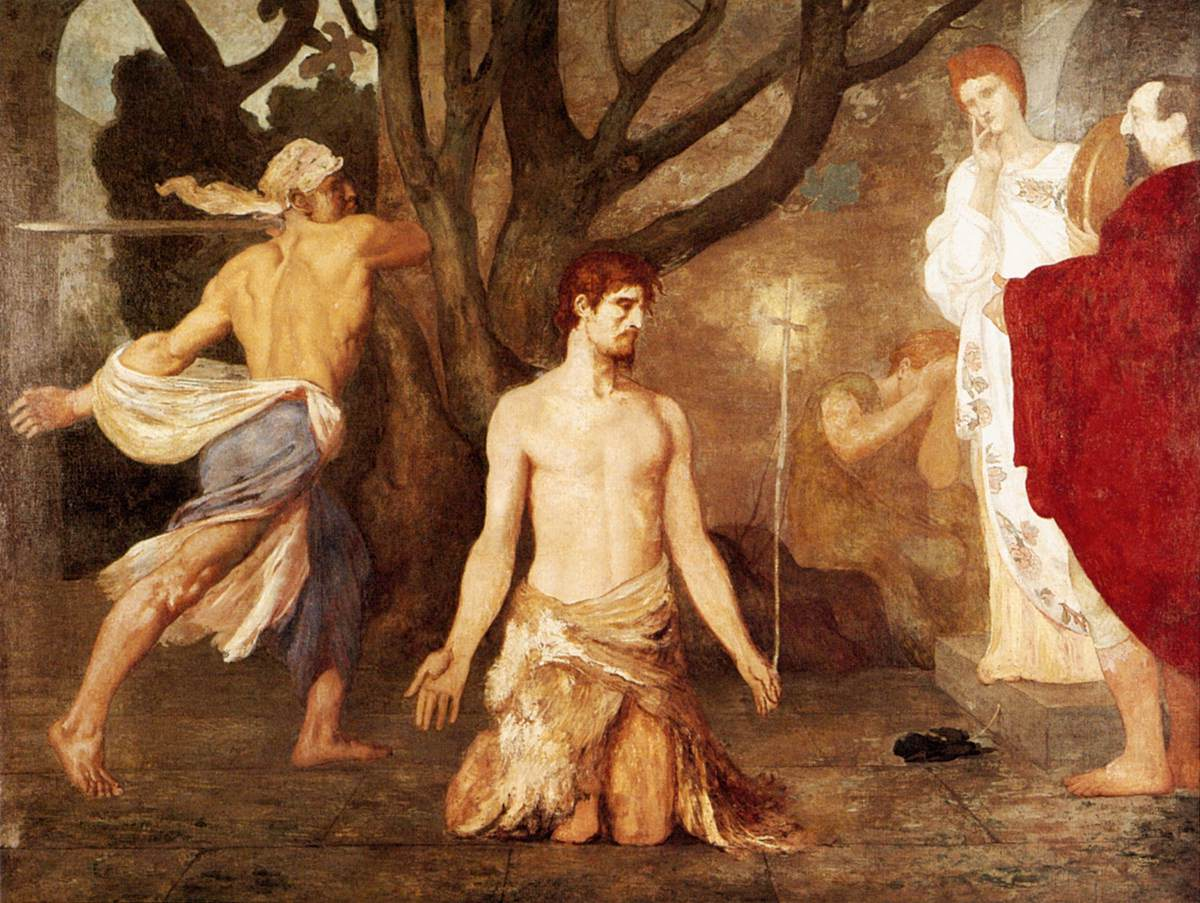
Tableau de Pierre Puvis de Chavannes  (v. 1869), National Gallery, Londres.
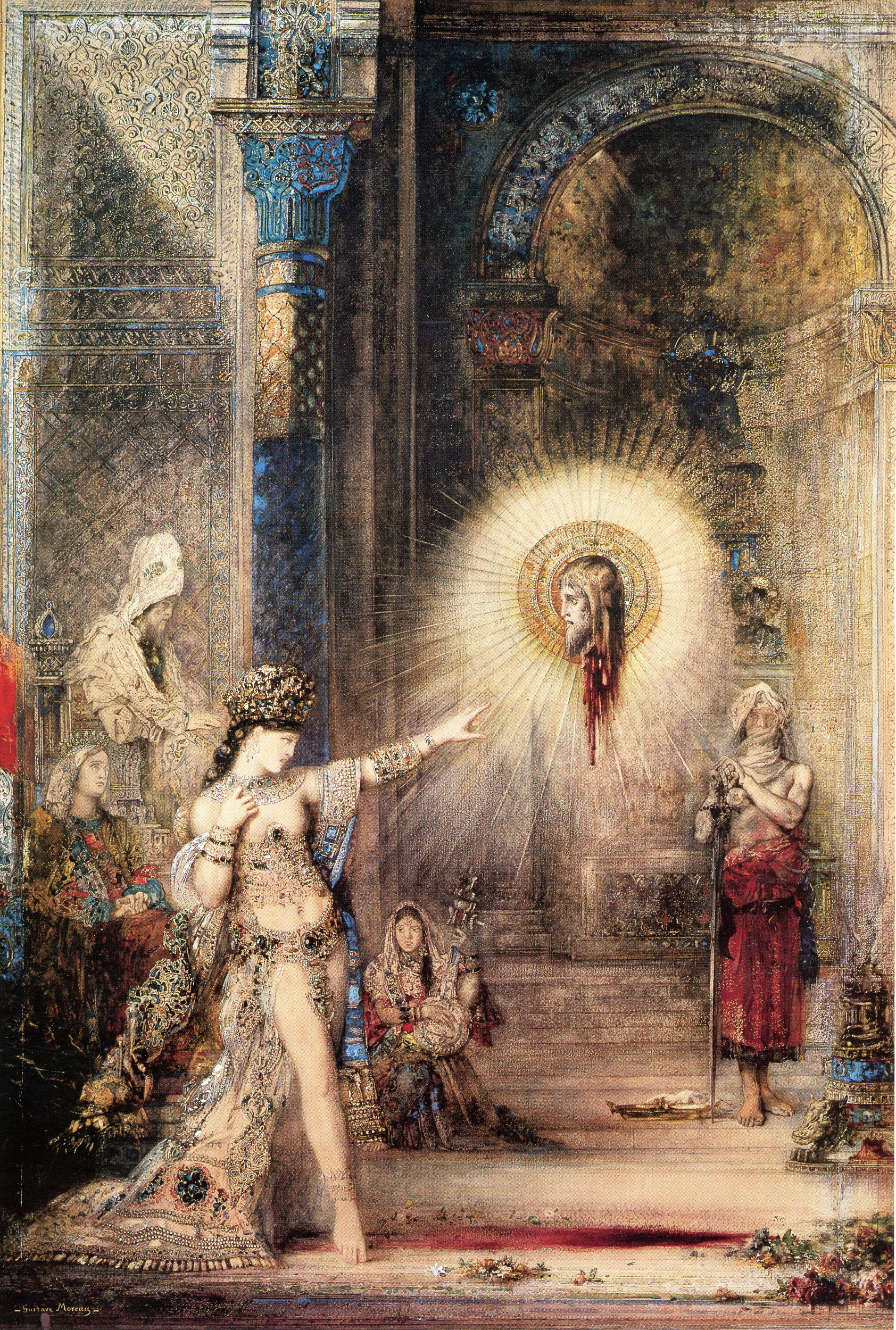
L'Apparition du chef de Baptiste à Salomé, par Gustave Moreau.
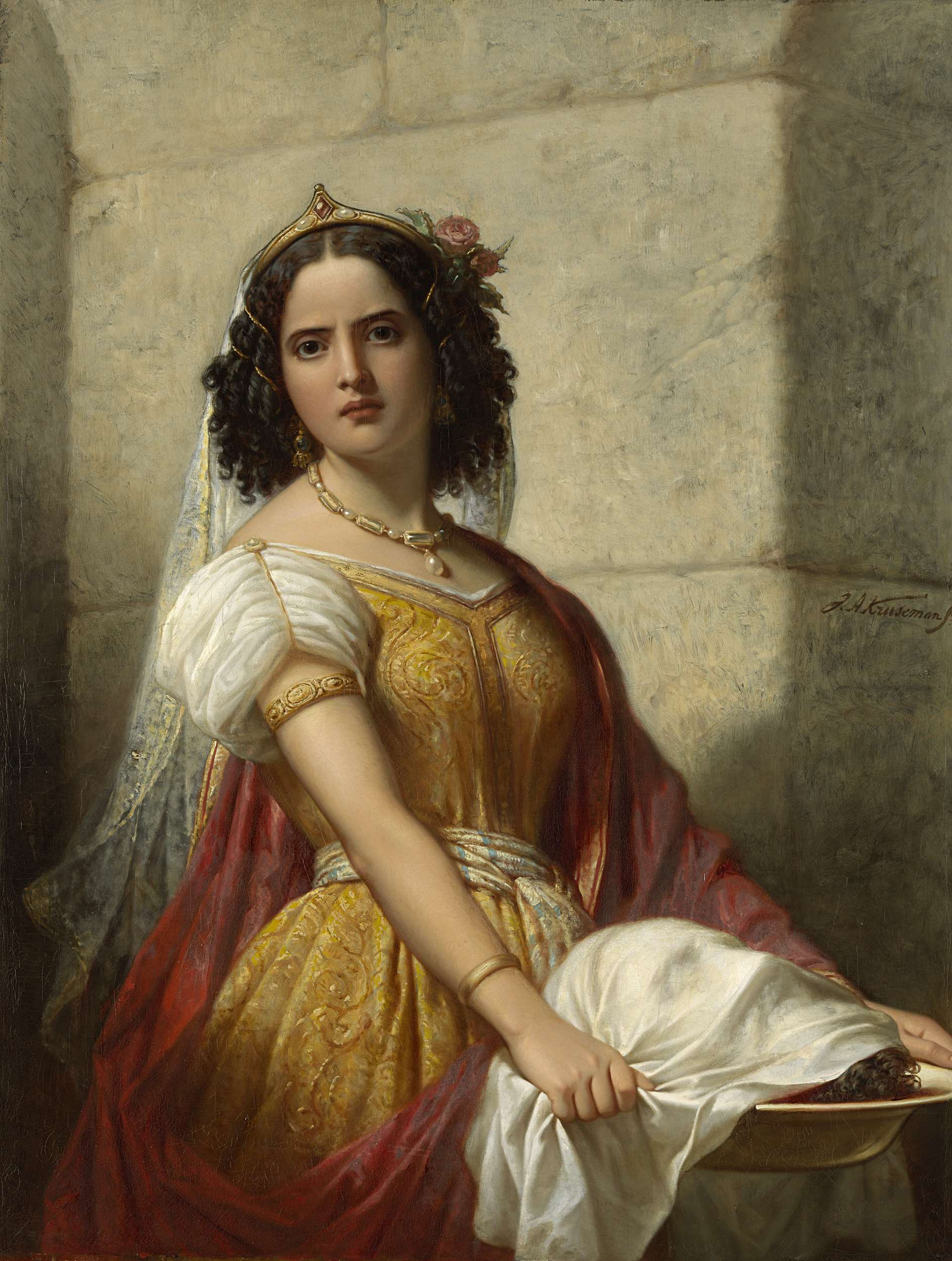
Salomé avec la tête de saint Jean le Baptiste, Jan Adam Kruseman, c. 1861, Rijksmuseum Amsterdam.
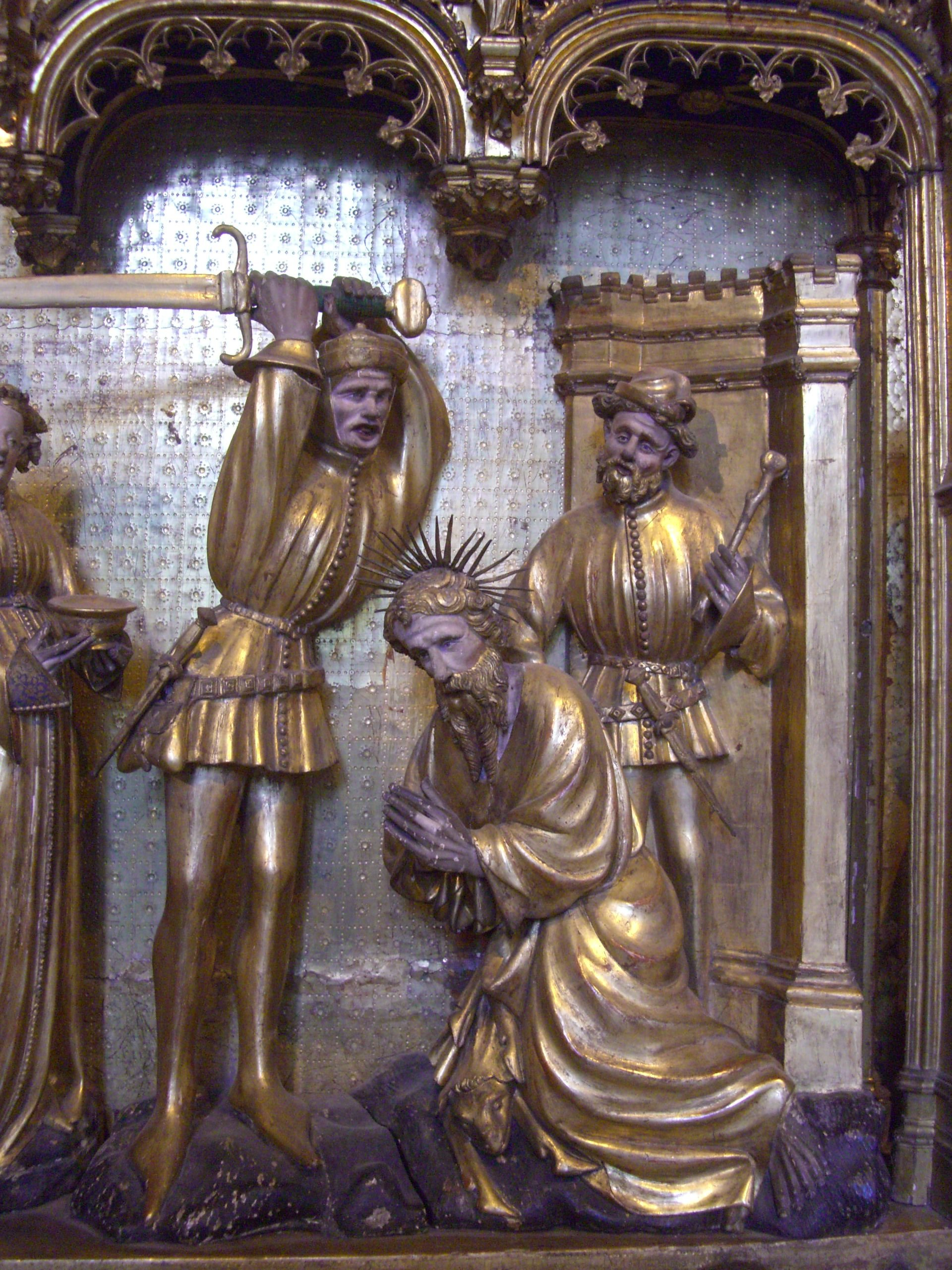
Détail du retable des Saints et Martyrs de Jacques de Baerze, musée des Beaux-Arts de Dijon.
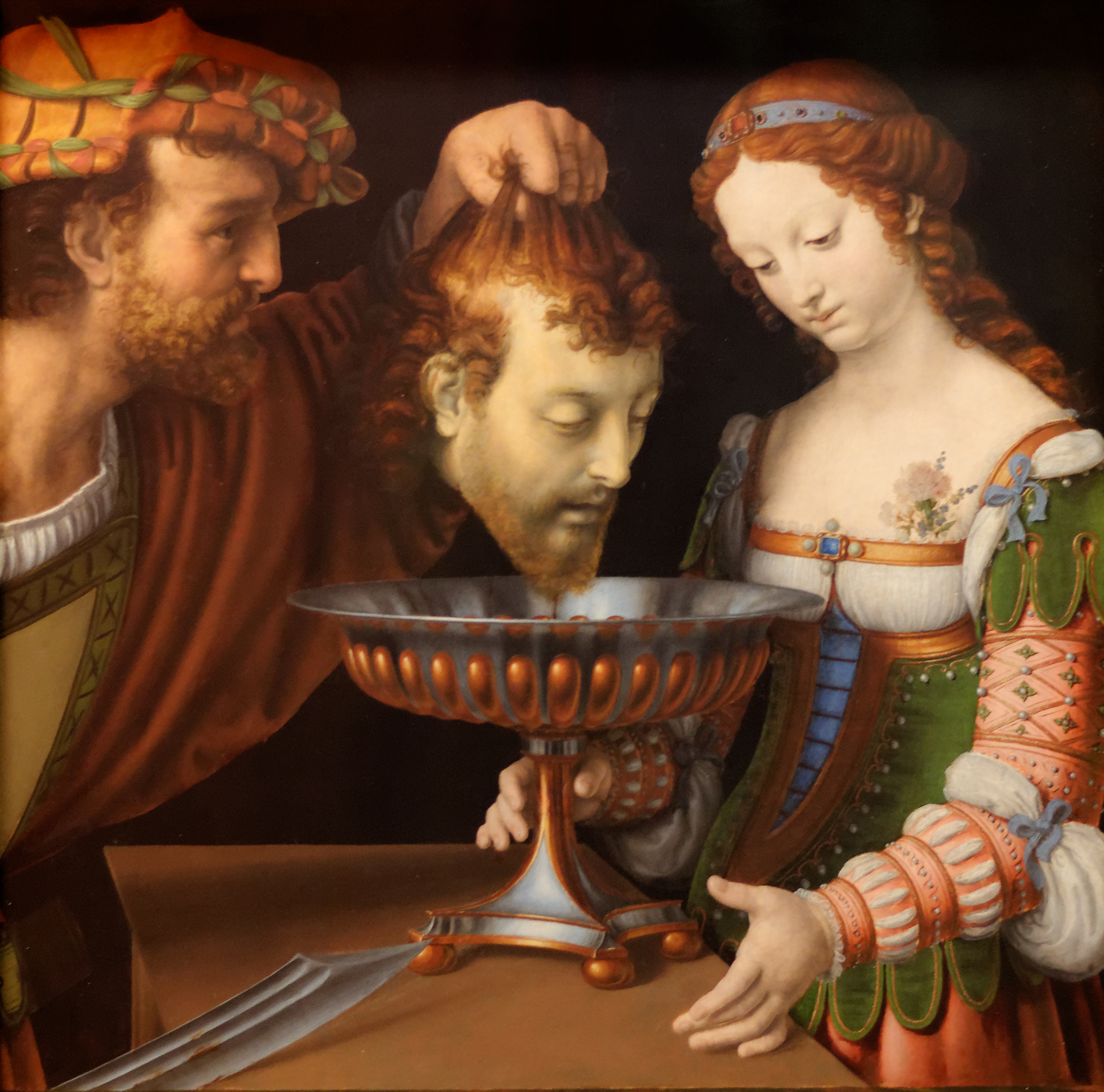
Salomé recevant la tête de saint Jean Baptiste d'Andrea Solari, musée d'Histoire de l'art de Vienne, Autriche.

## Fêtes liturgiques

### Célébration du martyre
La commémoration liturgique de la décollation de saint Jean Baptiste est presque aussi ancienne que celle de sa naissance, célébrée le 24 juin.
L'Église catholique la célèbre le 29 août, tout comme l'Église luthérienne et la majorité des Églises formant la Communion anglicane, bien que certaines d'entre elles la désignent comme une commémoration plutôt qu'un jour de fête.
La plupart des Églises orthodoxes ainsi que l'Église grecque-catholique ruthène célèbrent cette fête le 29 août du calendrier julien, ce qui correspond au 11 septembre dans le calendrier grégorien. Un jeûne strict est observé toute la journée. L'Église apostolique arménienne la commémore le samedi de la semaine de Pâques. Enfin, les Églises syriaque orthodoxe, orthodoxe indienne et catholique syro-malankare la commémorent le 7 janvier.

### Fêtes relatives à la décollation du Baptiste
Deux autres fêtes relatives à la décollation de saint Jean sont observées chez les chrétiens d'Orient :
Les première et deuxième inventions (invention, signifiant découverte, mise au jour) du crâne de Jean le Baptiste sont célébrées le 24 février. Selon la tradition populaire, les disciples du Baptiste inhumèrent son corps à Sébaste (Samarie), tandis qu'Hérodiade enterra sa tête sous un tas de fumier. Jeanne la Myrophore, épouse de l'intendant d'Hérode, récupéra alors secrètement la tête afin de l'enterrer sur le mont des Oliviers, où celle-ci resta pendant des siècles. La première invention du chef de Jean Baptiste survint au IVe siècle : un ancien fonctionnaire, devenu moine sous le nom d'Innocent, devint propriétaire du mont des Oliviers ; creusant les fondations pour y construire une église et un ermitage, le religieux y découvrit la tête du Baptiste, mais, craignant qu'elle soit volée ou profanée par les infidèles, il l'ensevelit au même endroit, sous l'édifice religieux, qui fut détruit à sa mort.
La deuxième invention de la tête du Baptiste se produisit au Ve siècle : deux moines en pèlerinage à Jérusalem dirent avoir été visités par Jean Baptiste, qui leur révéla le lieu où se trouvait sa tête. Après avoir exhumé la relique, les pèlerins la placèrent dans un sac pour la rapporter à Rome, puis confièrent le sac à un potier, qui eut à son tour une vision de Jean Baptiste. Le potier plaça le crâne dans un vase qu'il remit à sa sœur, puis un hiéromoine arien du nom d'Eustathius entra en possession de la relique, qu'il enfouit dans une grotte, près d'Emesa (Homs), où elle demeura jusqu'en 452. À cette date, Jean Baptiste apparut à l'archimandrite Marcellus et lui indiqua l'emplacement de son chef. La relique fut d'abord exposée à Emesa, puis transférée à Constantinople.

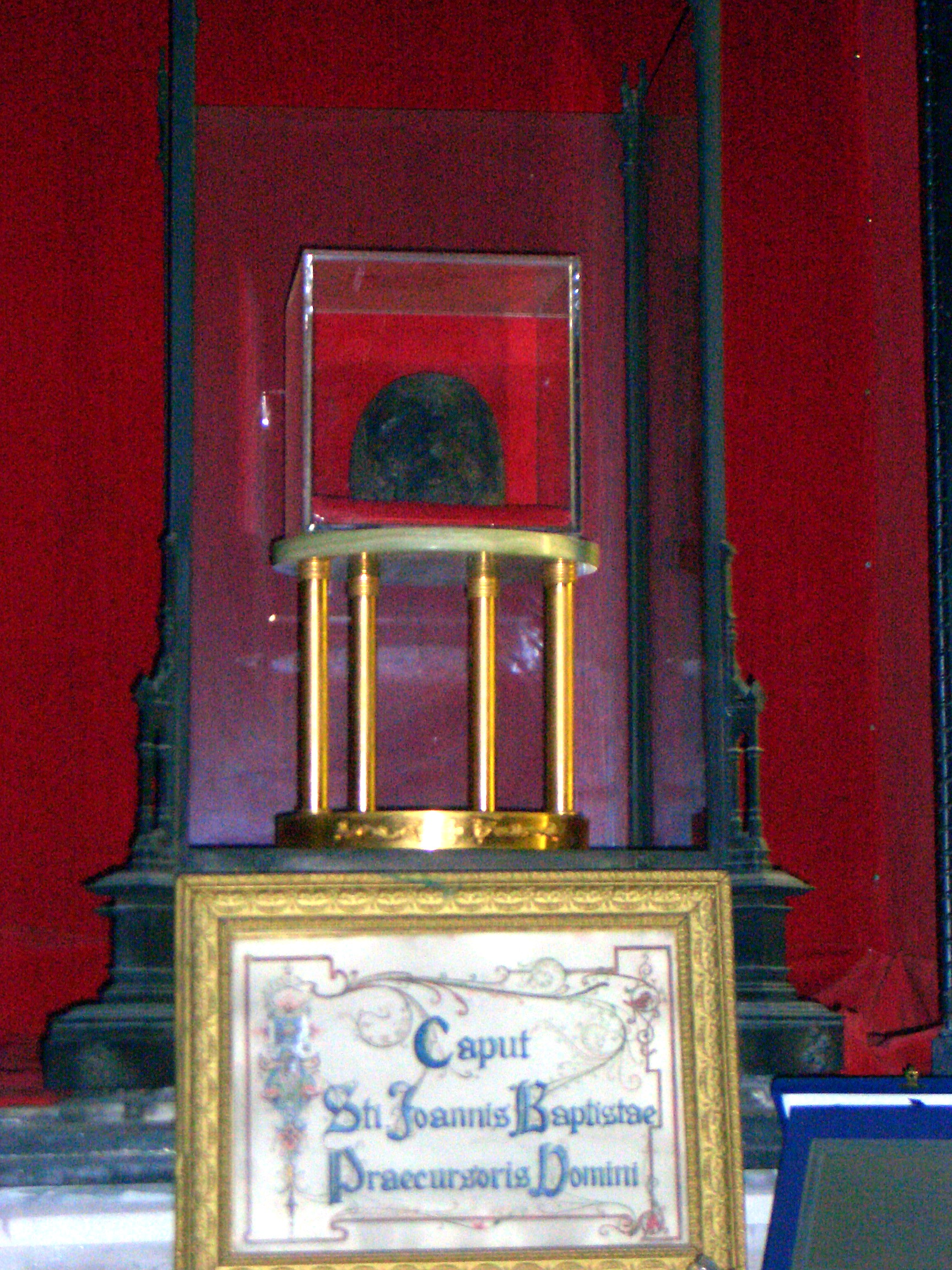
Relique de la basilique San Silvestro in Capite à Rome.
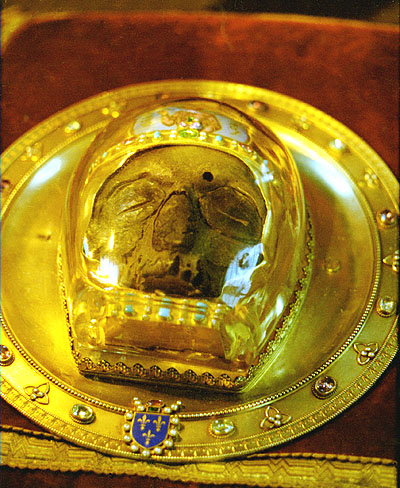
Le chef de Jean le Baptiste, cathédrale Notre-Dame d'Amiens.
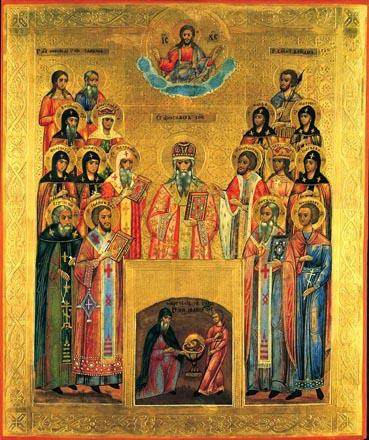
Icône de la troisième invention, XIXe siècle, Russie.
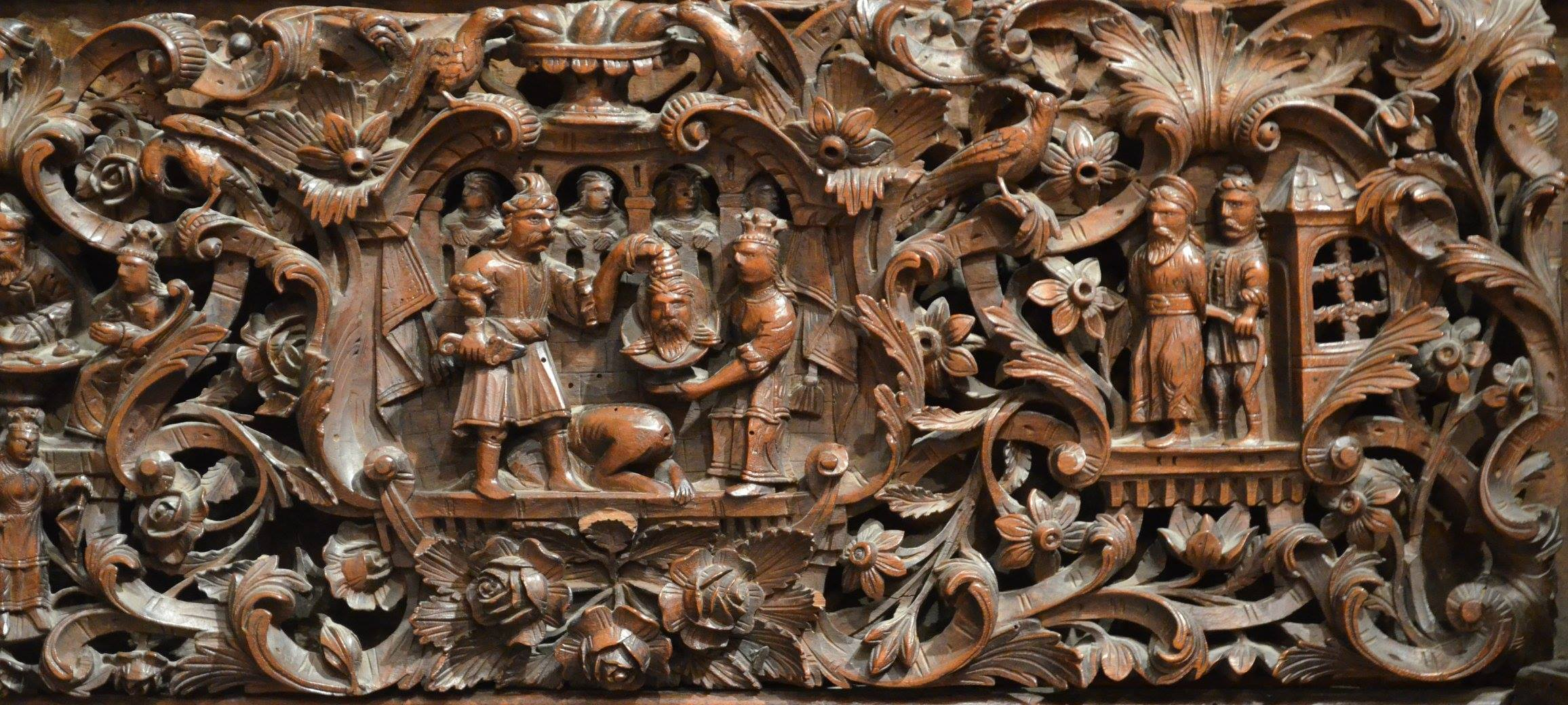
Iconostase, église Saint-Sauveur de Skopje,  Macédoine du Nord. La décapitation de Jean Baptiste est réalisée par des personnages stylisés comme les Turcs ottomans.

La troisième découverte du crâne  est liturgiquement célébrée le 25 mai. Durant un raid mené par les musulmans vers l'an 820, la relique fut transférée à Comana de Cappadoce, puis enfouie dans le sol au cours d'une période de persécution iconoclaste. Lorsque la vénération des icônes fut restaurée en 850, le patriarche Ignace de Constantinople (847-857) reçut une vision de l'endroit où la tête avait été dissimulée. Le patriarche communiqua sa vision à l'empereur Michel III, qui envoya une délégation à Comana, où la tête fut retrouvée. Elle fut alors de nouveau transférée à Constantinople. Selon la tradition populaire, la relique se trouve aujourd'hui à la basilique San Silvestro in Capite de Rome.